# 1. Bundesliga 2015-2016 (maschile, Germania)
La 1. Bundesliga 2015-2016 si è svolta dal 23 ottobre 2015 al 1º maggio 2016: al torneo hanno partecipato undici squadre di club tedesche e la vittoria finale è andata per la settima volta allo Sport-Club Charlottenburg.

## Regolamento

### Formula
Le squadre hanno disputato un girone all'italiana, con gare di andata e ritorno; al termine della regular season:
- Le prime dieci classificate hanno acceduto ai play-off scudetto, strutturati in ottavi di finale, a cui hanno preso parte le classificate dal settimo al decimo posto, quarti di finale, semifinali, tutte giocate al meglio di due vittorie su tre gare, e finale, giocata al meglio di tre vittorie su cinque gare.
- L'ultima classificata è retrocessa in 2. Bundesliga.

### Criteri di classifica
Se il risultato finale è stato di 3-0 o 3-1 sono stati assegnati 3 punti alla squadra vincente e 0 a quella sconfitta, se il risultato finale è stato di 3-2 sono stati assegnati 2 punti alla squadra vincente e 1 a quella sconfitta.
L'ordine del posizionamento in classifica è stato definito in base a:
- Punti;
- Numero di partite vinte;
- Ratio dei set vinti/persi;
- Ratio dei punti realizzati/subiti.

## Squadre partecipanti
Al campionato di 1. Bundesliga 2015-16 hanno partecipato undici squadre: quelle neopromosse dalla 2. Bundesliga sono state lo Sportverein Fellbach 1890, vincitrice del girone nord, e lo Sportverein Lindow-Gransee, vincitrice del girone sud; due squadre che hanno avuto il diritto di partecipazione, ossia lo Sportverein Fellbach 1890 e lo Sportverein Lindow-Gransee, hanno rinunciato all'iscrizione: al posto della prima è stato ripescato il Turngemeinde 1862 Rüsselsheim, mentre al posto della seconda non è stata ripescata nessuna squadra.
| Club              | Città                  | Palazzetto                               | Stagione precedente                                      |
| ----------------- | ---------------------- | ---------------------------------------- | -------------------------------------------------------- |
| Charlottenburg    | Berlino                | Max-Schmeling-Halle Berlino              | 2ª in 1. Bundesliga; Finale play-off scudetto            |
| Bühl              | Bühl                   | Großsporthalle Bühl                      | 5ª in 1. Bundesliga; Quarti di finale play-off scudetto  |
| Coburger          | Coburgo                | HUK-Coburg Arena Coburgo                 | 10ª in 1. Bundesliga; Ottavi di finale play-off scudetto |
| Dürener           | Düren                  | Arena Kreis Düren Düren                  | 3ª in 1. Bundesliga; Semifinali play-off scudetto        |
| Friedrichshafen   | Friedrichshafen        | ZF-Arena Friedrichshafen Friedrichshafen | 1ª in 1. Bundesliga; Campione di Germania                |
| Herrsching        | Herrsching am Ammersee | Nikolaushalle Herrsching am Ammersee     | 8ª in 1. Bundesliga; Ottavi di finale play-off scudetto  |
| Netzhoppers       | Königs Wusterhausen    | Landkost-Arena Bestensee                 | 7ª in 1. Bundesliga; Quarti di finale play-off scudetto  |
| Lüneburg          | Luneburgo              | Gellersenhalle Reppenstedt               | 4ª in 1. Bundesliga; Semifinali play-off scudetto        |
| Rottenburg        | Rottenburg am Neckar   | Paul Horn-Arena Tubinga                  | 6ª in 1. Bundesliga; Quarti di finale play-off scudetto  |
| Rüsselsheim       | Rüsselsheim am Main    | Fraport Arena Francoforte sul Meno       | 2ª in 2. Bundesliga (girone nord)                        |
| Mitteldeutschland | Spergau                | Jahrhunderthalle Spergau Spergau         | 9ª in 1. Bundesliga; Quarti di finale play-off scudetto  |

## Torneo

### Regular season

#### Risultati
| Partite |                             |     |                                   |
|         |                             |     |                                   |
| 23-10   | Rüsselsheim-Friedrichshafen | 2-3 | 25-21, 25-23, 23-25, 21-25, 9-15  |
| 24-10   | Herrsching-Luneburgo        | 3-2 | 25-22, 25-14, 23-25, 16-25, 15-12 |
| 24-10   | Rottenburg-Königs           | 3-1 | 24-26, 25-18, 25-17, 25-22        |
| 24-10   | Düren-Spergau               | 3-1 | 25-18, 25-21, 27-29, 25-21        |
| 25-10   | Berlino-Bühl                | 3-0 | 25-17, 25-22, 25-18               |
| 28-10   | Spergau-Rottenburg          | 3-2 | 9-25, 27-29, 25-18, 25-20, 15-13  |
| 28-10   | Königs-Rüsselsheim          | 0-3 | 16-25, 11-25, 15-25               |
| 28-10   | Luneburgo-Düren             | 3-0 | 25-20, 25-20, 25-17               |
| 28-10   | Friedrichshafen-Coburgo     | 3-0 | 25-14, 25-21, 25-17               |
| 28-10   | Bühl-Herrsching             | 3-1 | 25-22, 19-25, 25-16, 25-18        |
| 31-10   | Berlino-Herrsching          | 3-0 | 25-21, 25-14, 25-22               |
| 31-10   | Rottenburg-Luneburgo        | 0-3 | 28-30, 22-25, 19-25               |
| 31-10   | Coburgo-Königs              | 3-1 | 25-21, 23-25, 25-20, 25-14        |
| 01-11   | Rüsselsheim-Spergau         | 3-0 | 25-22, 25-23, 25-18               |
| 01-11   | Düren-Bühl                  | 3-1 | 29-27, 22-25, 25-18, 25-17        |
| 07-11   | Herrsching-Düren            | 0-3 | 19-25, 20-25, 21-25               |
| 07-11   | Spergau-Coburgo             | 2-3 | 27-25, 15-25, 25-17, 19-25, 9-15  |
| 07-11   | Luneburgo-Rüsselsheim       | 1-3 | 19-25, 25-19, 13-25, 23-25        |
| 07-11   | Bühl-Rottenburg             | 3-2 | 17-25, 25-18, 19-25, 25-19, 15-11 |
| 08-11   | Friedrichshafen-Berlino     | 0-3 | 18-25, 20-25, 22-25               |
| 14-11   | Rüsselsheim-Bühl            | 3-1 | 25-20, 23-25, 25-15, 25-16        |
| 14-11   | Berlino-Düren               | 3-0 | 25-21, 25-22, 25-20               |
| 14-11   | Rottenburg-Herrsching       | 1-3 | 25-13, 29-31, 20-25, 21-25        |
| 14-11   | Friedrichshafen-Königs      | 3-0 | 25-17, 25-16, 25-20               |
| 14-11   | Coburgo-Luneburgo           | 3-2 | 29-27, 25-23, 23-25, 23-25, 15-8  |
| 21-11   | Königs-Berlino              | 1-3 | 25-22, 18-25, 23-25, 22-25        |
| 21-11   | Herrsching-Rüsselsheim      | 3-0 | 25-18, 25-23, 25-17               |
| 21-11   | Spergau-Friedrichshafen     | 0-3 | 19-25, 12-25, 21-25               |
| 21-11   | Düren-Rottenburg            | 3-0 | 28-26, 27-25, 25-23               |
| 21-11   | Bühl-Coburgo                | 1-3 | 25-17, 23-25, 18-25, 17-25        |
| 28-11   | Berlino-Rottenburg          | 3-0 | 25-23, 25-14, 25-19               |
| 28-11   | Königs-Spergau              | 3-0 | 27-25, 25-22, 25-23               |
| 28-11   | Rüsselsheim-Düren           | 3-0 | 25-16, 25-21, 25-15               |
| 28-11   | Friedrichshafen-Luneburgo   | 3-1 | 27-25, 18-25, 25-14, 25-19        |
| 29-11   | Coburgo-Herrsching          | 3-2 | 19-25, 14-25, 25-23, 25-22, 15-9  |
| 05-12   | Spergau-Berlino             | 0-3 | 15-25, 21-25, 24-26               |
| 05-12   | Coburgo-Düren               | 2-3 | 25-20, 25-27, 19-25, 25-16, 11-15 |
| 05-12   | Luneburgo-Königs            | 3-0 | 25-23, 25-20, 25-19               |
| 05-12   | Bühl-Friedrichshafen        | 3-2 | 20-25, 30-28, 25-23, 22-25, 15-11 |
| 06-12   | Rottenburg-Rüsselsheim      | 2-3 | 25-21, 25-16, 19-25, 19-25, 13-15 |
| 12-12   | Königs-Bühl                 | 2-3 | 28-26, 19-25, 25-21, 22-25, 7-15  |
| 12-12   | Spergau-Luneburgo           | 0-3 | 17-25, 23-25, 23-25               |
| 12-12   | Friedrichshafen-Herrsching  | 3-0 | 27-25, 25-23, 25-14               |
| 12-12   | Coburgo-Rottenburg          | 3-2 | 20-25, 29-27, 18-25, 25-15, 17-15 |
| 13-12   | Berlino-Rüsselsheim         | 3-1 | 25-15, 23-25, 25-22, 25-16        |
| 19-12   | Königs-Coburgo              | 3-0 | 25-23, 25-20, 25-12               |
| 19-12   | Herrsching-Berlino          | 1-3 | 32-30, 23-25, 17-25, 20-25        |
| 19-12   | Spergau-Rüsselsheim         | 0-3 | 20-25, 16-25, 22-25               |
| 19-12   | Luneburgo-Rottenburg        | 3-1 | 25-17, 25-17, 23-25, 25-21        |
| 19-12   | Bühl-Düren                  | 1-3 | 18-25, 16-25, 25-21, 20-25        |
| 22-12   | Düren-Friedrichshafen       | 1-3 | 23-25, 22-25, 25-13, 23-25        |
| 13-01   | Berlino-Luneburgo           | 3-1 | 27-25, 25-16, 18-25, 25-22        |
| 13-01   | Herrsching-Königs           | 3-0 | 25-15, 25-20, 25-21               |
| 13-01   | Bühl-Spergau                | 3-0 | 25-18, 25-21, 25-18               |
| 16-01   | Spergau-Herrsching          | 3-0 | 25-18, 25-15, 25-23               |

| Partite |                             |     |                                   |
|         |                             |     |                                   |
| 16-01   | Friedrichshafen-Rottenburg  | 3-0 | 28-26, 25-8, 25-17                |
| 16-01   | Coburgo-Berlino             | 1-3 | 23-25, 25-18, 18-25, 21-25        |
| 16-01   | Düren-Königs                | 3-0 | 26-24, 25-13, 25-22               |
| 16-01   | Luneburgo-Bühl              | 3-0 | 25-15, 29-27, 25-22               |
| 20-01   | Rüsselsheim-Coburgo         | 3-0 | 25-16, 25-13, 31-29               |
| 23-01   | Königs-Rottenburg           | 3-0 | 27-25, 25-22, 25-18               |
| 23-01   | Friedrichshafen-Rüsselsheim | 3-2 | 17-25, 25-15, 21-25, 25-23, 15-12 |
| 23-01   | Bühl-Berlino                | 3-2 | 18-25, 25-21, 25-19, 22-25, 15-12 |
| 23-01   | Luneburgo-Herrsching        | 3-1 | 25-17, 24-26, 25-22, 25-20        |
| 27-01   | Rottenburg-Bühl             | 1-3 | 17-25, 25-22, 20-25, 24-26        |
| 30-01   | Herrsching-Bühl             | 3-1 | 25-22, 23-25, 25-20, 25-14        |
| 30-01   | Düren-Luneburgo             | 3-1 | 25-22, 20-25, 25-18, 25-23        |
| 30-01   | Rüsselsheim-Königs          | 3-1 | 24-26, 25-12, 25-14, 25-18        |
| 30-01   | Coburgo-Friedrichshafen     | 2-3 | 23-25, 36-34, 18-25, 25-19, 13-15 |
| 31-01   | Rottenburg-Spergau          | 2-3 | 21-25, 25-20, 25-22, 19-25, 14-16 |
| 03-02   | Spergau-Düren               | 1-3 | 18-25, 25-21, 16-25, 19-25        |
| 06-02   | Coburgo-Spergau             | 1-3 | 21-25, 18-25, 25-23, 15-25        |
| 06-02   | Düren-Herrsching            | 3-0 | 25-15, 25-20, 25-18               |
| 07-02   | Berlino-Friedrichshafen     | 1-3 | 24-26, 25-22, 21-25, 20-25        |
| 07-02   | Rüsselsheim-Luneburgo       | 3-0 | 25-20, 28-26, 25-22               |
| 09-02   | Königs-Friedrichshafen      | 0-3 | 23-25, 17-25, 16-25               |
| 10-02   | Düren-Berlino               | 0-3 | 20-25, 27-29, 20-25               |
| 10-02   | Bühl-Rüsselsheim            | 3-1 | 25-23, 18-25, 25-22, 28-26        |
| 10-02   | Luneburgo-Coburgo           | 3-2 | 25-23, 24-26, 25-20, 20-25, 15-13 |
| 11-02   | Herrsching-Rottenburg       | 3-0 | 25-15, 25-23, 25-18               |
| 13-02   | Berlino-Königs              | 3-0 | 25-20, 25-17, 25-19               |
| 13-02   | Friedrichshafen-Spergau     | 3-0 | 25-23, 25-17, 25-20               |
| 14-02   | Rottenburg-Düren            | 3-1 | 25-21, 25-23, 25-27, 25-20        |
| 14-02   | Coburgo-Bühl                | 1-3 | 25-22, 12-25, 20-25, 19-25        |
| 17-02   | Düren-Rüsselsheim           | 0-3 | 15-25, 15-25, 16-25               |
| 20-02   | Herrsching-Coburgo          | 3-1 | 25-16, 25-22, 22-25, 25-22        |
| 20-02   | Rottenburg-Berlino          | 0-3 | 20-25, 18-25, 19-25               |
| 20-02   | Spergau-Königs              | 2-3 | 25-15, 23-25, 19-25, 25-14, 16-18 |
| 20-02   | Luneburgo-Friedrichshafen   | 3-1 | 22-25, 25-17, 25-19, 25-23        |
| 24-02   | Düren-Coburgo               | 3-1 | 23-25, 31-29, 25-12, 25-10        |
| 24-02   | Königs-Luneburgo            | 0-3 | 17-25, 22-25, 18-25               |
| 24-02   | Berlino-Spergau             | 3-0 | 25-16, 25-14, 25-18               |
| 24-02   | Rüsselsheim-Rottenburg      | 3-0 | 25-17, 25-21, 25-23               |
| 24-02   | Friedrichshafen-Bühl        | 3-0 | 25-19, 27-25, 25-17               |
| 02-03   | Rüsselsheim-Herrsching      | 3-0 | 25-20, 25-11, 25-21               |
| 05-03   | Herrsching-Friedrichshafen  | 0-3 | 22-25, 17-25, 18-25               |
| 05-03   | Rüsselsheim-Berlino         | 0-3 | 21-25, 29-31, 21-25               |
| 05-03   | Rottenburg-Coburgo          | 3-0 | 26-24, 25-20, 25-21               |
| 05-03   | Luneburgo-Spergau           | 3-2 | 25-19, 25-19, 21-25, 17-25, 15-9  |
| 05-03   | Bühl-Königs                 | 3-2 | 20-25, 23-25, 25-14, 25-17, 15-11 |
| 09-03   | Coburgo-Rüsselsheim         | 0-3 | 19-25, 24-26, 25-27               |
| 09-03   | Königs-Herrsching           | 3-1 | 19-25, 25-21, 26-24, 25-22        |
| 09-03   | Spergau-Bühl                | 3-2 | 22-25, 19-25, 25-23, 26-24, 16-14 |
| 09-03   | Luneburgo-Berlino           | 3-2 | 25-22, 36-38, 26-24, 23-25, 15-12 |
| 09-03   | Friedrichshafen-Düren       | 3-1 | 25-16, 25-16, 24-26, 25-18        |
| 12-03   | Königs-Düren                | 1-3 | 20-25, 25-17, 23-25, 21-25        |
| 12-03   | Bühl-Luneburgo              | 1-3 | 31-33, 26-28, 25-21, 17-25        |
| 12-03   | Herrsching-Spergau          | 3-0 | 25-17, 25-21, 25-15               |
| 12-03   | Rottenburg-Friedrichshafen  | 0-3 | 18-25, 18-25, 23-25               |
| 12-03   | Berlino-Coburgo             | 3-0 | 25-14, 25-17, 25-20               |

#### Classifica
| Pos. | Squadra           | Pt | G  | V  | P  | SV | SP | Ratio | PF    | PS    | Ratio |
| ---- | ----------------- | -- | -- | -- | -- | -- | -- | ----- | ----- | ----- | ----- |
| 1.   | Charlottenburg    | 53 | 20 | 17 | 3  | 56 | 14 | 4.000 | 1 712 | 1 464 | 1.169 |
| 2.   | Friedrichshafen   | 49 | 20 | 17 | 3  | 54 | 19 | 2.842 | 1 723 | 1 507 | 1.143 |
| 3.   | Rüsselsheim       | 43 | 20 | 14 | 6  | 48 | 23 | 2.087 | 1 661 | 1 457 | 1.140 |
| 4.   | Lüneburg          | 38 | 20 | 13 | 7  | 47 | 31 | 1516  | 1 810 | 1 721 | 1.052 |
| 5.   | Dürener           | 35 | 20 | 12 | 8  | 39 | 33 | 1.182 | 1 640 | 1 603 | 1.023 |
| 6.   | Bühl              | 26 | 20 | 10 | 10 | 38 | 44 | 0.864 | 1 796 | 1 832 | 0.980 |
| 7.   | Herrsching        | 24 | 20 | 8  | 12 | 30 | 41 | 0.732 | 1 544 | 1 600 | 0.965 |
| 8.   | Netzhoppers       | 16 | 20 | 5  | 15 | 24 | 48 | 0.500 | 1 465 | 1 696 | 0.864 |
| 9.   | Mitteldeutschland | 15 | 20 | 5  | 15 | 23 | 52 | 0.442 | 1 541 | 1 713 | 0.900 |
| 10.  | Rottenburg        | 14 | 20 | 3  | 17 | 22 | 53 | 0.415 | 1 599 | 1 740 | 0.919 |
| 11.  | Coburger          | 8  | 20 | 6  | 14 | 29 | 52 | 0.558 | 1 698 | 1 856 | 0.915 |

| Qualificata ai play-off scudetto | Retrocessa in 2. Bundesliga |

### Play-off scudetto

#### Tabellone
|  | Primo turno | Primo turno       | Primo turno | Primo turno     | Primo turno |   |                 | Quarti di finale | Quarti di finale  | Quarti di finale | Quarti di finale | Quarti di finale |   |                 | Semifinali | Semifinali  | Semifinali | Semifinali | Semifinali | Semifinali | Semifinali |  |  | Finali | Finali         | Finali | Finali | Finali | Finali | Finali |
|  |             |                   |             |                 |             |   |                 |                  |                   |                  |                  |                  |   |                 |            |             |            |            |            |            |            |  |  |        |                |        |        |        |        |        |
|  |             |                   |             |                 |             |   |                 | 1                | Charlottenburg    | 3                | 3                |                  |   |                 |            |             |            |            |            |            |            |  |  |        |                |        |        |        |        |        |
|  | 8           | Netzhoppers       | 1           | 2               |             |   |                 | 9                | Mitteldeutschland | 0                | 0                |                  |   |                 |            |             |            |            |            |            |            |  |  |        |                |        |        |        |        |        |
|  | 8           | Netzhoppers       | 1           | 2               |             | 1 | Charlottenburg  | 9                | Mitteldeutschland | 0                | 0                | 3                | 3 |                 |            |             |            |            |            |            |            |  |  |        |                |        |        |        |        |        |
|  | 9           | Mitteldeutschland | 3           | 3               |             | 1 | Charlottenburg  |                  |                   |                  |                  |                  |   |                 |            |             |            |            |            |            |            |  |  |        |                |        |        |        |        |        |
|  | 9           | Mitteldeutschland | 3           | 3               |             | 4 | Lüneburg        | 2                | 2                 |                  |                  |                  |   |                 |            |             |            |            |            |            |            |  |  |        |                |        |        |        |        |        |
|  |             |                   |             |                 |             |   |                 | 2                | 2                 | 4                | Lüneburg         | 3                | 3 |                 |            |             |            |            |            |            |            |  |  |        |                |        |        |        |        |        |
|  |             |                   |             |                 |             |   |                 |                  |                   | 4                | Lüneburg         | 3                | 3 |                 |            |             |            |            |            |            |            |  |  |        |                |        |        |        |        |        |
|  |             |                   |             |                 |             |   |                 | 5                | Dürener           | 2                | 1                |                  |   |                 |            |             |            |            |            |            |            |  |  |        |                |        |        |        |        |        |
|  |             |                   |             |                 |             |   |                 |                  |                   |                  |                  |                  |   |                 |            |             |            |            |            |            |            |  |  | 1      | Charlottenburg | 3      | 3      | 3      |        |        |
|  |             |                   | 2           | Friedrichshafen | 1           | 2 | 0               |                  |                   |                  |                  |                  |   |                 |            |             |            |            |            |            |            |  |  |        |                |        |        |        |        |        |
|  |             |                   |             |                 |             |   |                 | 3                | Rüsselsheim       | 3                | 3                |                  |   |                 |            |             |            |            |            |            |            |  |  |        |                |        |        |        |        |        |
|  |             |                   |             |                 |             |   |                 | 6                | Bühl              | 0                | 0                |                  |   |                 |            |             |            |            |            |            |            |  |  |        |                |        |        |        |        |        |
|  |             |                   |             |                 |             |   |                 |                  |                   |                  |                  |                  |   |                 | 3          | Rüsselsheim | 3          | 0          | 0          |            |            |  |  |        |                |        |        |        |        |        |
|  | 7           | Herrsching        | 3           | 3               |             |   |                 |                  |                   |                  |                  |                  |   |                 | 3          | Rüsselsheim | 3          | 0          | 0          |            |            |  |  |        |                |        |        |        |        |        |
|  | 7           | Herrsching        | 3           | 3               |             | 2 | Friedrichshafen | 2                | 3                 | 3                |                  |                  |   |                 |            |             |            |            |            |            |            |  |  |        |                |        |        |        |        |        |
|  | 10          | Rottenburg        | 0           | 2               |             | 2 | Friedrichshafen | 2                | 3                 | 3                |                  |                  | 2 | Friedrichshafen | 3          | 3           |            |            |            |            |            |  |  |        |                |        |        |        |        |        |
|  | 10          | Rottenburg        | 0           | 2               |             |   |                 |                  |                   |                  |                  |                  | 2 | Friedrichshafen | 3          | 3           |            |            |            |            |            |  |  |        |                |        |        |        |        |        |
|  |             |                   |             |                 |             |   |                 | 7                | Herrsching        | 1                | 1                |                  |   |                 |            |             |            |            |            |            |            |  |  |        |                |        |        |        |        |        |

#### Risultati
| Ottavi di finale |                       |     |                            |
|                  |                       |     |                            |
| 17-03            | Herrsching-Rottenburg | 3-0 | 25-16, 25-22, 25-20        |
| 16-03            | Königs-Spergau        | 1-3 | 25-23, 23-25, 18-25, 18-25 |

| 19-03 | Rottenburg-Herrsching | 2-3 | 21-25, 28-26, 25-23, 18-25, 10-15 |
| 19-03 | Spergau-Königs        | 3-2 | 25-20, 25-19, 23-25, 23-25, 15-13 |

| Quarti di finale |                            |     |                                  |
|                  |                            |     |                                  |
| 26-03            | Berlino-Spergau            | 3-0 | 25-18, 25-19, 25-23              |
| 26-03            | Friedrichshafen-Herrsching | 3-1 | 25-15, 25-17, 20-25, 25-14       |
| 19-03            | Rüsselsheim-Bühl           | 3-0 | 25-20, 25-14, 25-19              |
| 26-03            | Luneburgo-Düren            | 3-2 | 25-23, 23-25, 25-21, 16-25, 15-8 |

| 06-04 | Spergau-Berlino            | 0-3 | 18-25, 17-25, 21-25        |
| 31-03 | Herrsching-Friedrichshafen | 1-3 | 33-31, 20-25, 14-25, 14-25 |
| 23-03 | Bühl-Rüsselsheim           | 0-3 | 20-25, 21-25, 23-25        |
| 30-03 | Düren-Luneburgo            | 1-3 | 17-25, 25-23, 23-25, 26-28 |

| Semifinali |                             |     |                                   |
|            |                             |     |                                   |
| 12-04      | Berlino-Luneburgo           | 3-2 | 25-20, 26-24, 23-25, 18-25, 15-12 |
| 13-04      | Friedrichshafen-Rüsselsheim | 2-3 | 25-21, 25-19, 9-25, 28-30, 8-15   |

| 16-04 | Luneburgo-Berlino           | 2-3 | 28-26, 28-26, 23-25, 28-30, 11-15 |
| 16-04 | Rüsselsheim-Friedrichshafen | 0-3 | 23-25, 19-25, 19-25               |

| 21-04 | Friedrichshafen-Rüsselsheim | 3-0 | 25-19, 25-20, 25-14 |

| Finale |                         |     |                                   |
|        |                         |     |                                   |
| 24-04  | Berlino-Friedrichshafen | 3-1 | 25-21, 25-23, 23-25, 25-19        |
| 28-04  | Friedrichshafen-Berlino | 2-3 | 25-13, 21-25, 23-25, 25-18, 17-19 |
| 01-05  | Berlino-Friedrichshafen | 3-0 | 26-24, 25-16, 25-21               |

## Verdetti
| Squadra         | Qualificazione           |
| --------------- | ------------------------ |
| Charlottenburg  | Champions League 2016-17 |
| Friedrichshafen | Champions League 2016-17 |
| Rüsselsheim     | Coppa CEV 2016-17        |
| Coburger        | 2. Bundesliga 2016-17    |

## Statistiche
| Rendimento individuale | Rendimento individuale | Rendimento individuale | Rendimento individuale |
| Pos.                   | Nome                   | Punti                  | Squadra                |
| ---------------------- | ---------------------- | ---------------------- | ---------------------- |
| 1                      | Ľuboš Kostoláni        | 396                    | Coburger               |
| 2                      | Christian Dünnes       | 373                    | Rüsselsheim            |
| 3                      | Daniel Malescha        | 369                    | Herrsching             |
| 4                      | Paul Carroll           | 293                    | Charlottenburg         |
| 5                      | Jarosław Lech          | 290                    | Mitteldeutschland      |
| 6                      | Nicholas Del Bianco    | 264                    | Lüneburg               |
| 7                      | Paul Buchegger         | 259                    | Bühl                   |
| 8                      | David Sossenheimer     | 255                    | Bühl                   |
| 9                      | Adrian Gontariu        | 246                    | Friedrichshafen        |
| 10                     | Steven Marshall        | 237                    | Lüneburg               |

| Attacchi vincenti | Attacchi vincenti   | Attacchi vincenti | Attacchi vincenti |
| Pos.              | Nome                | Punti             | Squadra           |
| ----------------- | ------------------- | ----------------- | ----------------- |
| 1                 | Ľuboš Kostoláni     | 346               | Coburger          |
| 2                 | Christian Dünnes    | 335               | Rüsselsheim       |
| 3                 | Daniel Malescha     | 309               | Herrsching        |
| 4                 | Jarosław Lech       | 254               | Mitteldeutschland |
| 5                 | Paul Carroll        | 251               | Charlottenburg    |
| 6                 | Paul Buchegger      | 218               | Bühl              |
| 7                 | Adrian Gontariu     | 212               | Friedrichshafen   |
| 8                 | Nicholas Del Bianco | 210               | Lüneburg          |
| 9                 | Steven Marshall     | 204               | Lüneburg          |
| 10                | Matthias Böhme      | 196               | Netzhoppers       |

| Muri vincenti | Muri vincenti   | Muri vincenti | Muri vincenti   |
| Pos.          | Nome            | Punti         | Squadra         |
| ------------- | --------------- | ------------- | --------------- |
| 1             | Nehemiah Mote   | 64            | Bühl            |
| 2             | Lukas Bauer     | 56            | Rüsselsheim     |
| 3             | Georg Escher    | 45            | Rüsselsheim     |
| 3             | Michel Schlien  | 45            | Lüneburg        |
| 5             | Scott Kevorken  | 43            | Lüneburg        |
| 6             | Ľuboš Kostoláni | 38            | Coburger        |
| 7             | Felix Isaak     | 37            | Rottenburg      |
| 7             | Paul Sprung     | 37            | Netzhoppers     |
| 9             | Marc Honore     | 36            | Friedrichshafen |
| 10            | Roy Friedrich   | 34            | Herrsching      |

| Battute vincenti | Battute vincenti    | Battute vincenti | Battute vincenti |
| Pos.             | Nome                | Punti            | Squadra          |
| ---------------- | ------------------- | ---------------- | ---------------- |
| 1                | Scott Kevorken      | 41               | Lüneburg         |
| 2                | Baptiste Geiler     | 38               | Friedrichshafen  |
| 3                | Nicholas Del Bianco | 35               | Lüneburg         |
| 4                | Daniel Malescha     | 32               | Herrsching       |
| 4                | David Sossenheimer  | 32               | Bühl             |
| 6                | Peter Ondrovič      | 29               | Herrsching       |
| 6                | Jan Zimmermann      | 29               | Rüsselsheim      |
| 8                | Sebastián Gevert    | 28               | Dürener          |
| 9                | Paul Carroll        | 25               | Charlottenburg   |
| 10               | Robert Kromm        | 24               | Charlottenburg   |

NB: I dati sono riferiti esclusivamente alla regular season.